# St. Joseph (Luckenwalde)

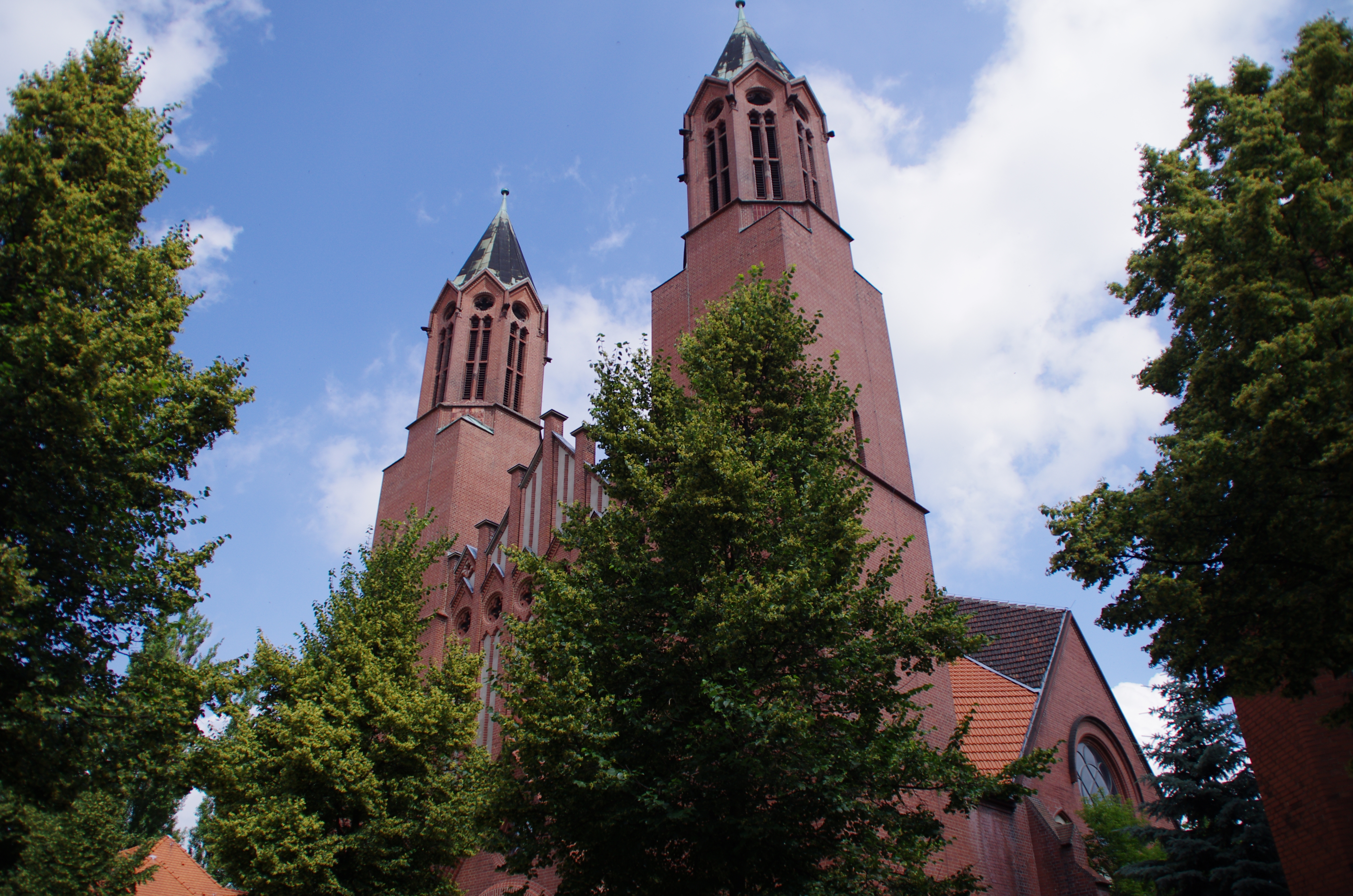
Die St.-Josephs-Kirche im Juli 2013

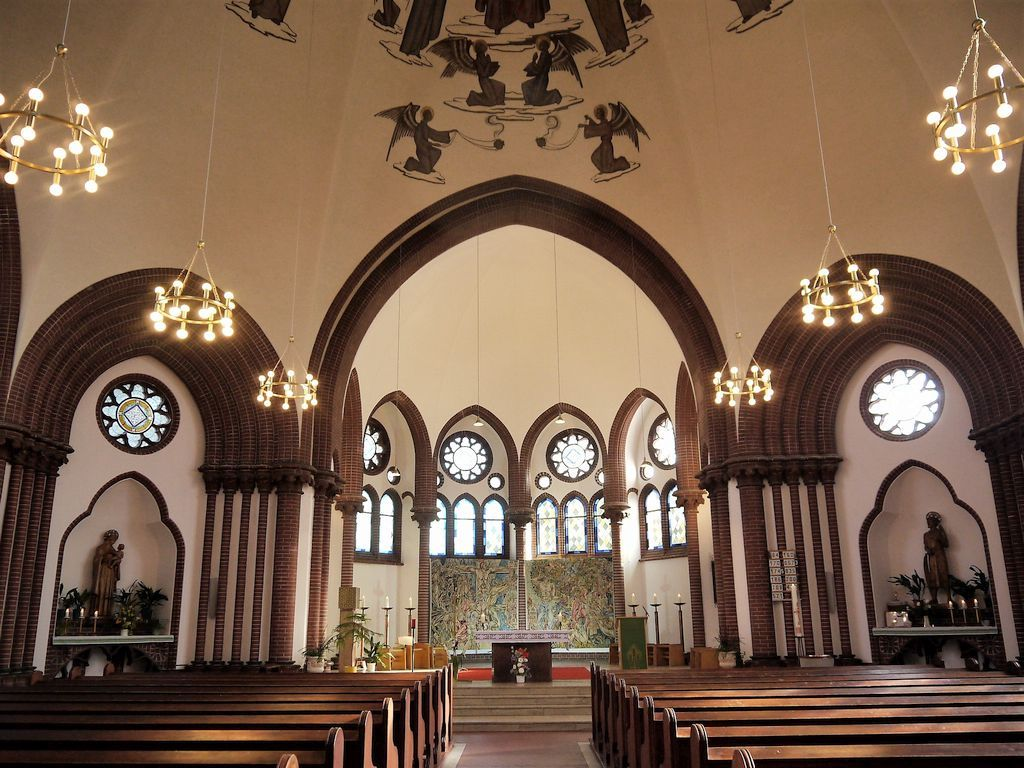
Innenraum (2018)

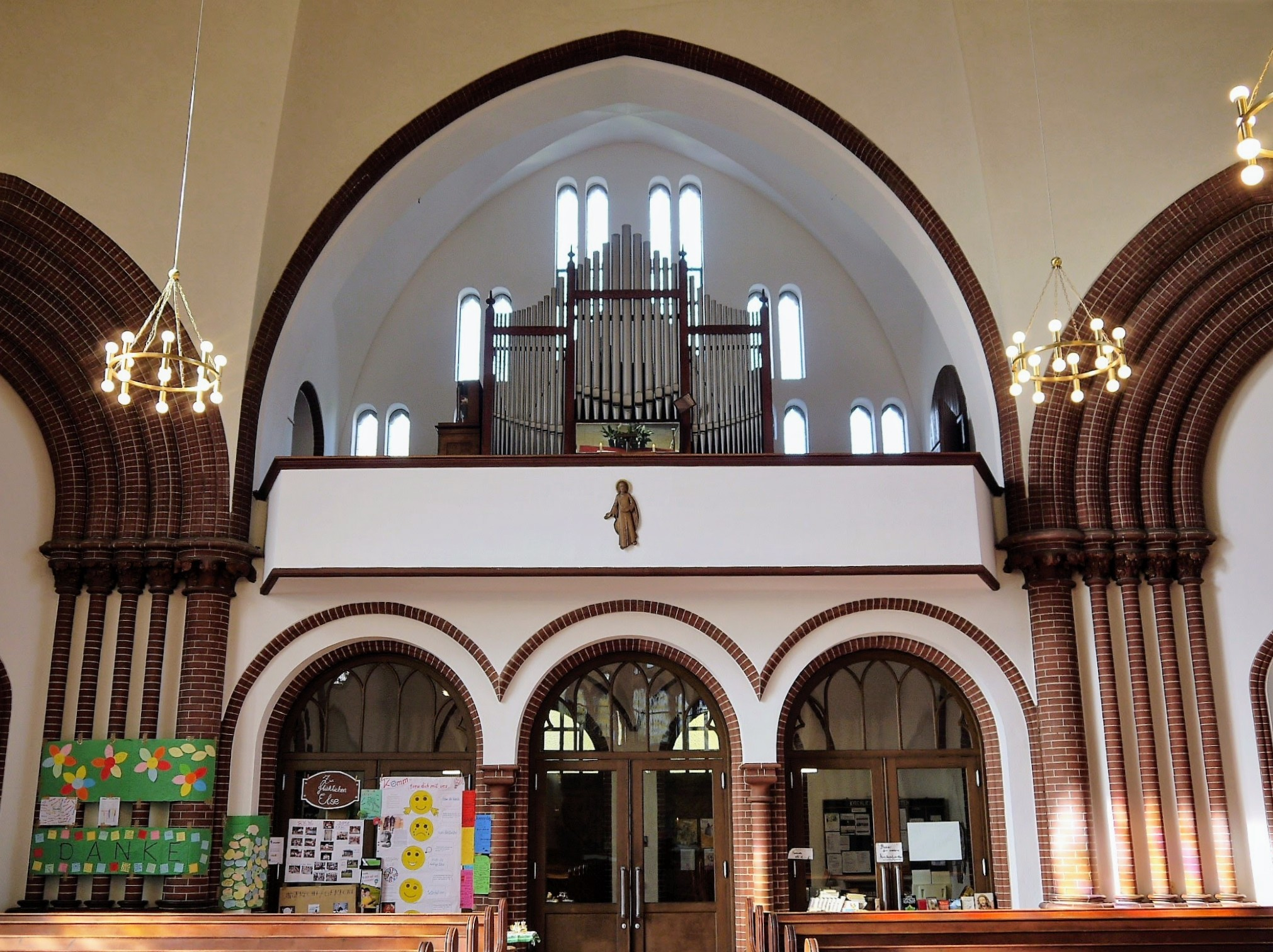
Blick zur Orgel

Die Kirche Sankt Joseph ist eine katholische Kirche in der brandenburgischen Stadt Luckenwalde.
Es handelt sich um einen in den Jahren 1913/14 erbauten neugotischen Oktogonalbau mit Doppelturmfassade.
Nachdem die bis 1833 von der katholischen Gemeinde für Gottesdienste genutzte Tuchmacherstube zu klein geworden war, entstand eine kleine Kapelle in der Zinnaer Straße, die im Jahr 1847 eingeweiht wurde. Diese jedoch bot auch bald nicht mehr genug Platz und so entstand zunächst 1908/1909 in der Lindenallee das Pfarrhaus, fünf Jahre später dann daneben nach Plänen von Max Hasak die St.-Joseph-Kirche. Die Kapelle in der Zinnaer Straße wurde 1945 zerstört.
Die Orgel wurde von Wilhelm Sauer 1892 für einen Kultraum der Freimaurer-Loge „old fellow“ in Berlin erbaut und nach deren Auflösung 1933 nach Luckenwalde umgesetzt. Das Werk mit dem System der  mechanischen Kegellade hat 11 Register auf zwei Manualen und Pedal. Es ist nur noch eingeschränkt spielbar, daher wurde zusätzlich eine elektronische Orgel aufgestellt.
Im Jahre 1957 schnitzte der Gewerbeoberlehrer Bernhard Kadenbach, der Vater des Biochemikers Bernhard Kadenbach, eine Marienstatue, nach deren Form der Marienaltar geschaffen wurde. Zur weiteren Kirchenausstattung gehören zwei Gobelins, die Gitta Kuhl in den Jahren 1977/1978 schuf. Das Diptychon erinnert an die erlösungsbedürftige Menschheit und die Erfüllung der biblischen Verheißung.
Mitte der 1990er Jahre wurden neue Holzfenster eingesetzt, Alters- und Kriegsschäden wurden jedoch nicht umfassend beseitigt. Eine größere geförderte Sanierung fand 2014 zum 100-Jahr-Jubiläum statt. Hierbei wurden Turm und Portal, Dach und Fenster denkmalwürdig erneuert und repariert. Dabei stellte sich auch heraus, dass die Kirche sogar fünf Meter höher ist, als es bis dahin dokumentiert war.